# Larkhill
Larkhill – wieś w Anglii, w hrabstwie Wiltshire. Leży 15 km na północ od miasta Salisbury i 122 km na zachód od Londynu.